# Kenneth Allen Taylor
Pour les articles homonymes, voir Kenneth Taylor et Taylor.
Kenneth Allen Taylor (né le 4 novembre 1954 et mort le 2 décembre 2019 à Los Altos (Californie),) est un philosophe américain. Il occupe la chaire du département de philosophie à l'université Stanford de 2001 à 2009. Spécialiste de la philosophie du langage et de la philosophie de l'esprit, Taylor s'intéresse à la sémantique, à la référence (en), au naturalisme et au relativisme. Il est l'auteur de nombreux articles, parus dans des revues telles que Noûs (en), Philosophical Studies et Philosophy and Phenomenological Research et de deux ouvrages Truth and Meaning: An Introduction to the Philosophy of Language (Blackwell Publishers) et Reference and the Rational Mind (CSLI Publications).
Taylor reçoit son Ph.D. en 1984 à l'université de Chicago, où il achève sa thèse sous la supervision de Leonard Linsky et son B.A. de l'université de Notre Dame en 1977.
Avant d'arriver à Stanford, Taylor a enseigné au département de philosophie de l'université Rutgers, à l'université de Maryland au College Park, à l'université Wesleyan, l'université de Caroline du Nord à Chapel Hill et au Middlebury College. Il est co-présentateur, avec John Perry, du programme de radio Philosophy Talk. Son dernier ouvrage, Referring to the World: An Introduction to the Theory of Reference, est paru chez Oxford University Press.